# SHOOT BOXING 花やしき Extreme.2
SHOOT BOXING 花やしき Extreme.2（シュートボクシング ハナヤシキ  Extreme.2 ）は、シュートボクシングの大会の一つ。2019年8月24日、東京・浅草花やしき花劇場で開催された。

## 大会概要
双子の山田兄弟など、3つの試合がプロデビュー戦となった。
また、翔拳道の会長内田ノボルが出場、延長戦の末勝利を勝ち取った。
メインはシーザー武志会長の次男村田義光が出場、蹴拳ウェルター級王者のCAZ JANJIRAと対戦。延長戦に持ち込んだが最後まで積極的に攻め、判定勝ち。

## 試合結果
第1試合　57.0kg契約　スターティングクラスルール　2分3R延長1R
◯  日本 山田虎矢太 vs.  日本 仲田光大 ×
山田虎矢太デビュー戦
1R 1分46秒　TKO（※3ノックダウン）
第2試合　58.0kg契約　スターティングクラスルール　2分3R延長1R
◯  日本 山田彪太朗 vs.  日本 杉山芽尋 ×
山田彪太朗デビュー戦
3R 判定 2-0（30－28、29－29、30－29）
第3試合　62.0kg契約　エキスパートクラス特別ルール　3分3R延長無制限R
◯  日本 笹野翔大 vs.  日本 GG・オッチャーン・イトー ×
笹野翔大デビュー戦
2R 1分45秒　TKO（※レフェリーストップ）
第4試合　SB日本ヘビー級　エキスパートクラス特別ルール　3分3R延長無制限R
◯  日本 内田ノボル vs.  日本 小澤和樹 ×
延長 判定3－0（※三者とも10－9、※本戦は三者とも29－29）
第5試合 　SB日本ライト級（62.5kg契約）　エキスパートクラス特別ルール　3分3R延長無制限R
◯  日本 増井侑輝 vs.  日本 ポッシブルK ×
延長R21秒 KO（※左ハイキック ※本戦は29－29、28－29、29－29）
第6試合　メインイベント　68.0kg契約　エキスパートクラス特別ルール　3分3R延長無制限R
◯  日本 村田義光 vs.  日本 CAZ JANJIRA ×
延長 判定 3-0（※三者とも10－9、※本戦は28－28、28－27、28－28）